# Cultureel feminisme
Cultureel feminisme is een ideologische stroming binnen het feminisme die vermeende typisch vrouwelijke eigenschappen wil herwaarderen en herdefiniëren. Het gaat uit van aangeboren verschillen tussen mannen en vrouwen en verwerpt zowel patriarchale als radicaalfeministische negatieve denkbeelden over vrouwelijke trekken. Het cultureel feminisme is een vorm van essentialisme en acht de vrouw vanwege haar specifieke eigenschappen van nature superieur. 
Cultureel feminisme is geen term die door voorstanders vaak gebezigd wordt, maar ontstond eerder als een pejoratief dat door tegenstanders werd opgeplakt. Toch zijn er toonaangevende feministen waarvan bekend is dat ze tot de stroming behoren, zoals Mary Daly, Adrienne Rich en Marilyn Frye.

## Negentiende eeuw en heden
Hoewel het cultureel feminisme pas in de loop van de jaren 1970 aan verscheidene feministische individuen werd toegeschreven, zijn er in het verleden denkbeelden geweest die overeenkomsten vertonen. Jane Addams had in de negentiende eeuw al gesteld dat vrouwen meer humanitair, zorgzamer en nuchterder dan mannen zouden zijn, en dat hun inbreng op die gronden in een stad net zo van belang was als in een huishouden. Aan Charlotte Perkins Gilman werden vergelijkbare denkbeelden toegeschreven. Margaret Fuller suggereerde in Woman in the Nineteenth Century het bestaan van een vrouwelijke, emotionele en intuïtieve vorm van kennis die sterk verschilde van het rationalisme van de Verlichting. Ook religieuze feministen werden of worden vaak met de term omschreven. Zo werd de ideologie wel herkend in negentiende-eeuws activisme door vrouwen ten behoeve van armen, wezen en prostitués en bij pacifistische vrouwen in tijden van conflict en oorlog.
Het was echter het artikel 'Cultural Feminism: Feminist Capitalism and the Anti-Pornography Movement' van Alice Echols uit 1983 dat leidde tot het algemeen gebruik van de term om hedendaagse feministen mee te duiden.

## Ideologie
Het cultureel feminisme ontstond in de jaren 1970 om te verklaren waarom het door mannen gedefinieerde vrouwbeeld typisch vrouwelijke eigenschappen onderwaardeerde. Het moederschap staat aan de basis van de theorievorming van het cultureel feminisme. Aanhangers menen dat het baren en opvoeden van kinderen maakt dat vrouwen onzelfzuchtiger, vredelievender en meer op liefde gericht dan mannen zijn. Adrienne Rich vond het hedendaags moederschap een institutie die erop was gericht vrouwen te controleren en die verschilde van wat ze beschouwde als een natuurlijk moederschap. Latere en radicalere aanhangers menen dat de maatschappij het vrouwelijke deel van de voortplanting uitbuit en Reproductieve rechten vormen daarom een hoofdthema binnen de stroming.
Cultureel feministen menen dat vrouwen tegelijk de belangrijkste en de meest gemarginaliseerde groep in de samenleving zijn. Mary Daly stelde dat andere gronden voor identiteit, zoals ras en sociale klasse, door mannen worden gedefinieerd. Vrouwen die zich ermee vereenzelvigen laten zich daarom isoleren van andere vrouwen.
Een deel van de aanhang is voorstander van separatisme: het terugtrekken in organisaties en ruimtes die door vrouwen worden gerund en die alleen voor vrouwen toegankelijk zijn. Adrienne Rich bouwde voort op het bestaande lesbisch feminisme, dat stelt dat vrouwen zich in hun aandacht en activiteiten vooral op andere vrouwen moeten richten, en het politiek lesbianisme, dat meent dat seksuele geaardheid een politieke keuze kan zijn. Rich introduceerde het begrip lesbisch continuüm om een verscheidenheid aan vrouwgericht denken en handelen te omschrijven, inclusief de niet-seksuele. Het zou een natuurlijke aard van vrouwen zijn en eentje die hen over de hele wereld verbindt. Aansluitend op de fysieke afzondering wil het cultureel feminisme zich ook losmaken van zogenaamd mannelijke waarden. 

## Kritiek
De belangrijkste kritiek op deze manier van denken is dat het biologisch determinisme dat er deel van uitmaakt de rollen van mannen en vrouwen in de samenleving net zo goed bevestigt als bestrijdt. Door bijvoorbeeld te stellen dat vrouwen van nature zorgzamer zijn dan mannen, is de ongelijke verdeling van zorgtaken binnen een huishouden eerder gerechtvaardigd dan iets dat bevochten moet worden. Ook de gedachte dat het natuurlijke jachtinstinct van mannen bestreden moet worden met terughoudend seksueel gedrag door vrouwen wordt door critici als conservatief en onproductief bestempeld. Bovendien zou het de verantwoordelijkheid voor de gevolgen van dat instinct ten onrechte bij de vrouw leggen.
Critici hebben cultureel-feministische denkers ook verweten te weinig oog te hebben voor verschillen in etniciteit en nationaliteit en zich te veel gebaseerd hebben op blanke vrouwen uit de betere milieus. Verder wordt de onder cultureel-feministen soms gangbare overtuiging dat transvrouwen een uiting zijn van mannelijke roofzucht en een vorm van verkrachting van het (natuurlijke) vrouwenlichaam als ongepast of zelfs transfobisch beoordeeld.
Ten slotte wordt gesteld dat het cultureel feminisme depolitiseert. Het verwatert het strijdbare het persoonlijke is politiek van de tweede feministische golf tot het gemakzuchtige het persoonlijke is levenstijl.